# Юзеф Гайдаш
Юзеф Гайдаш (пол. Józef Hajdasz; 11 квітня 1941, Ряшів — 4 травня 2015, Білосток) — польський ударник, співзасновник гурту Breakout.
Був членом біг-бітового гурту Blackout, до якого входили Тадеуш Налепа, Міра Кубашіньська, Кшиштоф Двутовскі і Януш Желіньскі. Пізніше, у 1968 році, створено гурт Breakout. Гайдаш разом з цим гуртом у 1968 році записав між іншим його дебютну платівку Na drugim brzegu tęczy, до якої входять такі хіти як Gdybyś kochał, hej і Poszłabym za tobą. В наступні роки вийшли ще три платівки гурту, у створенні яких взяв участь Гайдаш: 70A (1970), Blues (1971, з хітом Kiedy byłem małym chłopcem) i Karate (1972).
Після виходу з гурту Breakout Гайдаш продовжував грати як сесійний музикант, а у 80-х емігрував до США, де грав у колі польської діаспори. У 2014 році після повернення до Польщі відновив музичну діяльність разом з давніми друзями з гурту Breakout. Проект носив назву OldBreakout.